# Paul Estèbe
Paul Estèbe, né le 20 août 1904 à Saigon (Cochinchine) et mort le 14 octobre 1991 à Bordeaux (Gironde), est un haut fonctionnaire et homme politique français.

## Biographie

### Jeunesse et études
Fils d'un couple de professeurs de lycée, exerçant dans les colonies, Paul Estèbe suit des études secondaires à Toulouse, d'où est originaire sa famille, puis au Lycée Louis le Grand, à Paris. Il poursuit par des études de droit et de sciences politiques à l'École libre des sciences politiques, avant d'obtenir un doctorat en droit en 1934.

### Parcours professionnel
Il enseigne à son tour au lycée de Saigon, à partir de 1930 et jusqu'en 1935. L'année suivante, ayant travaillé sur le problème du riz en Indochine pour sa thèse, il obtient un poste de chargé de mission au ministère de l'économie nationale, avant d'être nommé au comité de surveillance des prix, dont il est rapporteur de 1935 à 1939.
Dans cette période, il est proche d'Adrien Marquet, le maire néo-socialiste de Bordeaux. Il devient, en 1937, président des jeunesses de l'Union socialiste républicaine, mais rompt avec les néos rapidement. Il fonde alors sa propre organisation, « le Mouvement du maximum social ». 
Mobilisé en 1939, il entre après son retour à la vie civile dans le cabinet du chef de l'Etat, Philippe Pétain, comme directeur adjoint, et à ce titre est nommé sous-préfet en 1941. Son entrée dans le premier cercle pétainiste est favorisé par ses engagements ultra-pacifistes avant guerre. Jugé trop hostile à l'occupant, il est cependant démis de ses fonctions, et arrêté par les Allemands en août 1943, et enfin déporté, d'abord à Buchenwald, puis à Dachau.
Libéré en mai 1945, il rentre en France et s'installe à Bordeaux. Rapidement, il fait partie des journalistes et pamphlétaires qui tentent de réhabiliter la mémoire de Pétain. Il siège au Conseil de l'Union Française, dont il préside la commission de l'information, de 1947 à 1953. En 1951, proche de l'Union des nationaux indépendants et républicains de Jacques Isorni, il mène une liste de droite pour les élections législatives, et obtient 12,7 % des voix, ce qui suffit à le faire élire député. Membre du groupe du Centre démocratique et social, situé à droite, il est notamment vice-président de la commission d'enquête sur les événements de Côte d'Ivoire de 1950. Outre les questions liées à l'Outre-Mer, il s'illustre par une opposition ferme à la mise en place d'une échelle mobile des salaires, en février 1952. Il ne se distingue par ailleurs pas des positions de la droite conservatrice pendant toute la législature. Il est directeur d'un hebdomadaire parisien, Paroles françaises, rebaptisé France réelle après sa fusion avec Réalisme en novembre 1951. Il demeure fidèle selon ses dires à la mémoire de Philippe Pétain.
En 1956, la liste qu'il mène n'obtient que 9 % des voix, ce qui est insuffisant pour assurer sa réélection. Il quitte alors la lutte électorale, tout en continuant d'écrire sur des sujets politiques; Il défend notamment l'Algérie française et, à ce titre, soutient le retour de Charles de Gaulle au pouvoir, estimant que les conditions de son investiture rappellent celles de Pétain en juin 1940. Il reprend un poste dans l'administration, au sein du ministère des affaires économiques. Il est notamment, de 1956 à 1959, directeur de l'organisation d'aide économique et sociale.
Par la suite, il s'éloigne de la vie politique.

## Sources
- Ressource relative à la vie publique :   - Base Sycomore
- Notices d'autorité :   - VIAF
  - ISNI
  - BnF (données)
  - IdRef
- Mathias Bernard, La Guerre des droites : de l'affaire Dreyfus à nos jours, Odile Jabob, 2007